# Rohamra!

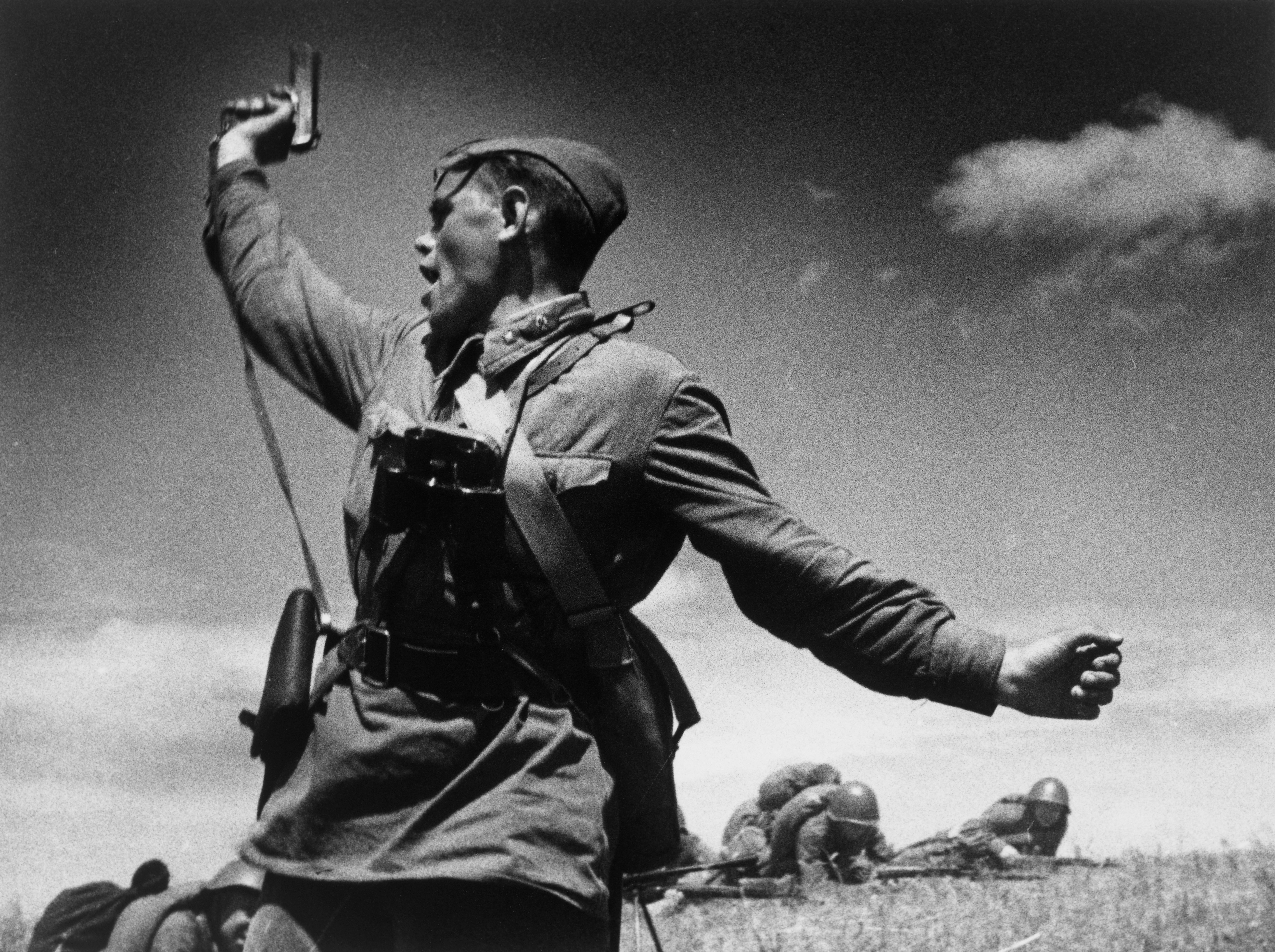
Maksz Alpert: Rohamra! (zselatinos ezüst, 1942)

A Rohamra! (Kombat) Maksz Alpert haditudósító leghíresebb felvétele, melyet 1942-ben egy csapatát harcba hívó szovjet parancsnokról készített.

## Története
Alpert a TASZSZ hírügynökség fotósaként utazott a frontra, hogy a szovjet csapatok harcairól tudósítson. 1942 júliusában Vorosilovgrád (ma Luhanszk) közelében a 220-as gyalogezred csapatait kísérte. Ezt a területet a németek erőteljes légitámadás alatt tartották, hogy előkészítsék a szárazföldi csapataik előrenyomulását. A szovjetek lövészárkokba és „rókalyukakba” húzódtak a német tüzérségi lövedékek elől. Egy ilyen rókalyukban keresett fedezéket Alpert is. Július 12-én az egység parancsnoka TT–33-as pisztolyát a magasba emelve rohamra szólította fel katonáit. Alpert Leica fényképezőgépével örökítette meg a számára ismeretlen katonát. A fotós fényképezőgépe megrongálódott a támadásban. Több fényképet már nem tudott készíteni. Fedezékébe visszahúzódva próbálta óvni kameráját, hogy az elkészült képkockákat ne érje fény, miközben tétlenül figyelte az eseményeket. Alpert néhány perccel később szerzett tudomást arról, hogy parancsnokuk meghalt a támadásban.
Alpert nem tudta pontosan kit fotózott le: nem tudta sem a nevét, sem a rendfokozatát. A katona kilétére csak 23 évvel később derült fény, amikor a Pravda napilap a Szovjetunió németek felett aratott győzelmének 20. évfordulója alkalmából készült összeállításában megjelentette Alpert fotóját. Ekkor ismerte fel a fényképen szereplő alakot a volt felesége. A katonát Alekszej Jerjomenkónak hívták, politikai tisztként szolgált a háborúban. A parancsnokságot akkor vette át, amikor egységének parancsnoka elesett a harcokban.
A katonáit támadására hívó Jerjomenko fotója az második világháború egyik híres felvételévé vált. A szovjet propaganda számtalan alkalommal használta fel a felvételt, hogy a szovjetek dicsőséges és hősies küzdelmét illusztrálja: plakátokon, szobrokon, pénzérméken, vagy akár órákon találkozhatunk Jerjomenko alakjával.